# San Vito Romano
San Vito Romano – miejscowość i gmina we Włoszech, w regionie Lacjum, w prowincji Rzym.
Według danych na rok 2004 gminę zamieszkiwało 3235 osób, 269,6 os./km².